# 安田喜憲
安田 喜憲（やすだ よしのり、1946年11月24日 - ）は、日本の地理学者・環境考古学者。東北大学大学院環境科学研究科特任教授、立命館大学環太平洋文明研究センター長、ふじのくに地球環境史ミュージアム初代館長、国際日本文化研究センター（日文研）名誉教授。専攻は環境考古学。理学博士（東北大学・論文博士・1978年）。日本熊森協会顧問。静岡県補佐官（学際担当）。

## 経歴
1946年、三重県員弁郡北勢町（現・いなべ市）出身。1965年に三重県立桑名高等学校を、1970年に立命館大学文学部地理学科を卒業。1972年、東北大学大学院理学研究科地理学専攻修士課程修了、1974年同博士課程を中退。
1977年、広島大学総合科学部助手に着任。翌年1978年、東北大学に学位論文を提出して理学博士号を取得。学位論文の題は「Vegetational history and archeological sequence since the last glacial age in Japan(日本列島における最終氷期以降の植生変遷と人類の居住) 」。
1988年、国際日本文化研究センター助教授となる。1994年に教授昇進。1995年麗澤大学客員教授、1996年（および2002年）にドイツフンボルト大学客員教授をつとめ、1997年には京都大学大学院理学研究科教授を併任する（～1999年3月）。
2009年、日本放送協会 (NHK) 経営委員となり、2012年2月末の任期終了までこれを務めた。
2012年、国際日本文化研究センターを定年退任し、東北大学大学院環境科学研究科・特任教授となった。同年6月30日付で京セラ監査役に就任。
2013年より立命館大学環太平洋文明研究センターの初代センター長をつとめる（～2019年3月）。また同年に設立された「エネルギーから経済を考える経営者ネットワーク会議」のアドバイザーとなる。2015年4月より静岡県補佐官（学際担当）、静岡県ふじのくに地球環境史ミュージアム館長となる（～2021年3月）。

## 受賞・叙勲
- 1996年 - 中日文化賞[18]
- 2007年 - 紫綬褒章[19]
- 2010年 - 中山賞大賞[19]
- 2014年 - 東海テレビ文化賞[20]
- 2020年2月 - アカデミア賞[9]
- 2020年春 - 瑞宝中綬章[21]

## 研究内容・業績
- 主に古代文明の比較研究を研究テーマとし、環境や文明に関する著作が多数ある。
- 1980年に環境考古学の日本における提唱者となる。環境考古学とは文明や歴史の自然環境との関係を研究する学問で、歴史や文明がダイナミックに変移するとき、その自然環境もまたダイナミックに変移すると捉える。安田は「環境考古学」について、日本の学界で完全に定着したという認識を2004年の時点で既に示している[22]。

### 富士山-信仰の対象と芸術の源泉における貢献
- 富士山と三保松原が命の水の循環でつながっているために、日本人はその風景に美を見いだし芸術の源泉としたと主張しており、UNESCOの世界遺産決定の理論的根拠づけに寄与があった。
- 第37回世界遺産委員会の直前に、同会議議長であるカンボジアの副首相であるソク・アンに、「富士山と三保松原は、カンボジアのプノン・バケン山とアンコール・ワット、アンコール・トムに代表される、聖なる山と命の水の崇拝と同様である」旨が記された自身の著書『Water Civilization』を添えて、三保松原が遺産の構成資産に値するという主張を手紙で送った[23]。会議前日の近藤とソクアンの折衝では、富士山と三保松原の精神性に帰因する重要性を共有でき、第37回世界遺産委員会では、複数のUNESCO大使から三保松原を取り入れる進言が相次いだ。インドの大使からは「その精神性が重要だ」とまでの言及があって、ICOMOSの勧告が覆り、三保松原も構成資産となった[24]。ふじのくに地球環境史ミュージアム館長として、静岡県富士山世界遺産センターの研究指導も担当している[25]。

## 発言
NHKの経営委員会（第1110回）に委員として参加し、議題が若い世代に対する広報の強化に及んだ場面において、他の委員が若者の接触者率を上げるための試みについて提言する中、現代の日本の若者（学生）の態度を発展途上国の意欲ある若者と比較をして批判し、「日本の未来を考えるときには、今の若者を根本的に立て直すことを考えることが必要」とし、問題を解決する手段として「今の若者に徴兵制はだめとしても、徴農制とか、徴林制とか漁村に行けとか、そういう法律で、テレビの番組も何時から何時まできちんと見るということにすればいい。この番組を見なければ会社に就職させないとか、抜本的に政策を変えないと、日本は本当に大変なところへ行くのではないか。そういう面でNHKの役割は非常に大きいので、許される範囲を超えるものもあるが、もっときつい方策をとらなければならないところまで来ているのではないか」と述べている。またカンボジアを引き合いに出し、「同地を始め、発展途上国の人達はNHKワールドを目を輝かせて観ている。日本でも若者の教育に、NHKを強制視聴させるべきだ」。
三菱UFJ銀行の政策論文では、「外国資本による土地買い占め」を阻止すべきだと説いたが、アメリカの「アジア太平洋ジャーナル」に「Ecology and Japanese History : Reactionary Environmentalism’s Troubled Relationship with the Past」という批判記事が掲載された。現在、「アジア太平洋ジャーナル」サイトはリンク切れで見れなくなっている。
2018年3月、静岡県富士山世界遺産センターの教授2名が相次ぎ退職した事件で、読売新聞によるとふじのくに地球環境史ミュージアム館長の立場として、「（二人の研究成果に）不満だ」とメールで書き、「あと１年は見ていますが、ろくな研究成果がでなければ自主的に辞めていただこうとおもっています」と主張した。

## 著書

### 単著
- 『環境考古学事始－日本列島2万年』（NHKブックス、1980年）洋泉社・ＭＣ新書、2007
- 『世界史のなかの縄文文化』（雄山閣、1987年）
- 『森林の荒廃と文明の衰退－ユーラシア大陸と東西のフィールドから』（新思索社、1988年)
- 『文明は緑を食べる』（読売科学選書、1989年）
- 『気候と文明の衰退』（朝倉書店、1990年）
- 『人類破滅の選択―環境考古学が明かす古代文明の盛衰 (古代を検証する)』（学習研究社、1990年）
- 『大地母神の時代－ヨーロッパからの発想』（角川選書、1991年）
- 『日本文化の風土』（朝倉書店、1992年）
- 『気候が文明を変える』（岩波書店、1993年）
- 『蛇と十字架－東西の風土と宗教』（人文書院、1994年）
- 『森と文明の物語－環境考古学は語る』（ちくま新書、1995年）
- 『森と日本文化－縄文から未来へ』（新思索社、1996年）
- 『森のこころと文明』（NHKライブラリー、1996年）
- 『森を守る文明・支配する文明』（PHP新書、1997年）
- 『縄文文明の環境』山川出版社（歴史文化ライブラリー、1997年）
- 『森と文明―環境考古学の視点』（NHK人間大学、1998年）
- 『自然の恵みを語る―森と古代文明/木と暮らす。人と自然、ともに生きる住まい』（グリーンウィンズ叢書、1998年）
- 『東西文明の風土』（朝倉書店、1999年）
- 『大河文明の誕生』（角川書店、2000年）
- 『龍の文明・太陽の文明』（PHP新書、2001年）
- 『環境考古学のすすめ』（丸善ライブラリー、2001年）
- 『古代文明の興亡―古代を検証する〈4〉』（学研M文庫、2002年）
- 『日本よ、森の環境国家たれ』（中公叢書、2002年）
- 『古代日本のルーツと長江文明の謎』（青春出版社、2003年）
- 『気候変動の文明史』（NTT出版、2004年）
- 『長江文明の探求―森と文明の旅―』（新思索社、2004年）
- 『文明の環境史観』（中公叢書、2004年）
- 『巨大災害の時代を生き抜く―ジェオゲノム・プロジェクト』（ウェッジ選書、2005年）
- 『龍の文明史』（八坂書房、2006年）
- 『山岳信仰と日本人』（NTT出版、2006年）
- 『一神教の闇－アニミズムの復権』（ちくま新書、2006年）
- 『生命文明の世紀へ―「人生地理学」と「環境考古学」の出会い』第三文明社（レグルス文庫、2008年）
- 『稲作漁撈文明―長江文明から弥生文化へ』（雄山閣、2009年）
- 『山は市場原理主義と闘っている―森を守る文明と破壊する文明との対立』（東洋経済新報社、2009年）
- Water Civilization: From Yangtze to Khmer Civilizations (Advances in Asian Human-Environmental Research) (英語)  （Springer、2012年）
- 『環境考古学への道-シリーズ「自伝」my life my world』（ミネルヴァ書房、2013年）
- 『一万年前　気候大変動による食糧革命、そして文明誕生へ』（イースト・プレス、2014年）
- 『ミルクを飲まない文明 環太平洋文明と「稲作漁撈民」の世界』（洋泉社・新書y、2015年）
- 『日本神話と長江文明』環太平洋文明叢書3（雄山閣、2015年）
- 『環境文明論―新たな世界史像』（論創社、2016年）
- 『森の日本文明史』（古今書院、2017年）
- 『人類一万年の文明論 環境考古学者からの警鐘』（東洋経済新報社、2017年）
- 『文明の精神:「森の民」と「家畜の民」』（古今書院、2018年）
- 『水の恵みと生命文明』（第三文明社、2019年）

### 共著
- （石弘之、湯浅赳男）『環境と文明の世界史―人類史20万年の興亡を環境史から学ぶ―』洋泉社（新書y、2003年）
- （松井孝典）『地球文明の寿命―人類はいつまで「発展」を享受できるか―』（PHP研究所、2001年）
- （川勝平太）『敵を作る文明 和をなす文明』（PHP研究所、2003年）
- （小林道憲）『対論文明のこころを問う』（麗澤大学出版会、2003年）
- （松本健一、欠端實、服部英二）『対論 文明と風土を問う―泥の文明・稲作漁撈文明が地球を救う―』（麗澤大学出版会、2006年）
- （平野秀樹）『奪われる日本の森―外資が水資源を狙っている―』（新潮社、2010年）のち文庫
- （小佐野峰忠、下原勝憲）『文明を科学する 森里海循環文明に向って』森里海の文明を支える京都クラブモデルの世界 1）（カキツ出版部、2012.2
- （小佐野峰忠、下原勝憲）『人類が生かされる社会 森里海循環文明』森里海の文明を支える京都クラブモデルの世界 2）（カキツ出版部、2012

### 編著
- 『巨大災害の時代を生き抜く―ジェオゲノム・プロジェクト―』（ウェッジ、2005年）
- 『龍の文明史』（八坂書房、2006年）
- 『対論 文明の原理を問う』（麗澤大学出版会、2011年）

### 共編著
- （中西進）『謎の王国･渤海』（角川選書、1992年）
- （小泉格）『海・潟・日本人―日本海文明交流圏―』（講談社、1993年）
- （伊東俊太郎）『草原の思想・森の哲学―東西文明の統合を求めて―』（講談社、1993年）
- （梅原猛）『森の文明・循環の思想―人類を救う道を探る―』（講談社、1993年）
- （梅原猛）『縄文文明の発見―驚異の三内丸山遺跡―』（PHP研究所、1995年）
- （石弘之、樺山紘一、義江彰夫）『ライブラリ相関社会科学6 環境と歴史』（発行・新世社 発売･サイエンス社、1999年）
- （阿部千春）『環太平洋文明叢書1 津軽海峡圏の縄文文化』（雄山閣、2015年）
- （西谷正）『環太平洋文明叢書4　対馬海峡と宗像の古墳文化』（雄山閣、2016年）
- （七田忠昭）『環太平洋文明叢書6　東シナ海と弥生文化』（雄山閣、2018年）

### 例外
- 『モアイは語る ―地球の未来―』(光村図書、2002年 )

中学校2年生の教科書への記載を目的に書かれたもの。

## 論文
- 国立情報学研究所収録論文 国立情報学研究所
- 奥田昌明; 安田喜憲; 瀬戸口烈司 (1999), “ギリシャ南東部の最終氷期におけるキク科花粉群集-トルコのデータとの比較-”, 第四紀研究 (日本第四紀学会) 38 (4):  287-295, doi:10.4116/jaqua.38.287, ISSN 04182642

## 関連人物
- 梅原猛 - 日文研時代の恩師・元所長。広島大学助手時代の安田を招聘。
- 伊東俊太郎 - 日文研時代の恩師。
- 稲盛和夫 - 京セラ名誉会長。長江同行した時からの恩師。
- 川勝平太 - 現・静岡県知事。日文研同僚時代からの畏友。
- 笠谷和比古 - 日文研同僚時代からの畏友。

## 関連事項
- 年縞